# Willow Street
Willow – naziemna stacja niebieskiej linii metra w Los Angeles znajdująca się na platformie na Long Beach Boulevard w pobliżu skrzyżowania z Willow Street w mieście Long Beach. 
Stacja wyposażona jest w  parking typu Park&Ride na 920 miejsc postojowych. Niektóre tramwaje jadące od strony Los Angeles kończą bieg na tej stacji.
Stacje Willow i Wardlow są najbliższymi stacjami do portu lotniczego Long Beach.

## Godziny kursowania
Tramwaje kursują codziennie od około godziny 5:00 do 0:45

## Połączenia autobusowe
- Metro Local: 60 (kursuje tylko późną nocą i wczesnym rankiem)
- Long Beach Transit: 1, 51, 52, 101, 102, 103

## Miejsca użyteczności publicznej i atrakcje turystyczne
- Wrigley Marketplace shopping center
- Long Beach Memorial Medical Center
- Pacific Hospital of Long Beach
- Veterans Memorial Park
- Sunnyside Cemetery & Long Beach Cemetery